# Glareadessus franzi
Glareadessus franzi là một loài bọ cánh cứng trong họ Bọ nước. Loài này được Wewalka & Biström miêu tả khoa học năm 1998.